# Ali (cantante)
Cho Yong-jin (Seúl, 20 de noviembre de 1984, Corea del Sur), más conocida por su nombre artístico Ali (estilizado como ALi), es una cantante y compositora surcoreana. Después de su debut en 2009, obtuvo reconocimiento por su tiempo como concursante del programa Immortal Songs 2 de KBS.

## Primeros años
Ali nació el 10 de noviembre de 1984 en Seúl, Corea del Sur. Es hija de Cho Joong-sik, editor del sitio de noticias The Digital Times. Después de ingresar a la universidad con una especialización en música, trabajó como vocalista para una banda de jazz.

## Carrera
Ali debutó como cantante en 2009 y ganó fama por sus apariciones en programas musicales, más notablemente en Immortal Songs 2 de KBS2. También trabajó como profesora de artes musicales aplicadas en el Seoul Technical Arts College. La cantante lanzó su primer álbum de estudio, SOULri en diciembre de 2011, dos años después de su debut. Una canción perteneciente al disco, «Na Young», generó controversia inmediata ya que hacía referencia a un caso de agresión sexual que se había hecho público en Corea del Sur. Muchos detractores criticaron la canción por ser insensible al tema de la letra. Más tarde, Ali abordó esta controversia al revelar que ella misma fue una sobreviviente de agresión sexual. Tras el lanzamiento de su álbum, realizó su primer concierto independiente.

## Discografía

### Álbumes de estudio
| Título                       | Detalles del álbum | Mejor posición | Ventas       |
| Título                       | Detalles del álbum | COR            | Ventas       |
| ---------------------------- | --- | -------------- | ------------ |
| Soul-Ri: A Village With Soul | - Lanzamiento: 13 de diciembre de 2011 - Discográfica: Yedang Entertainment - Formato(s): CD, descarga digital Ver listaCanciones 1. «Round and Round» (핑핑글) 2. The First Greeting (첫 인사) 3. «'Don't Act Countrified» (촌스럽게 굴지마) (feat. Yong Jun-hyung) 4. «Crazy Night» 5. «365 Days» 6. «I'll Be Damned» (뭐 이런게 다있어) 7. «Vampire» (뱀파이어) 8. «Na Young» (나영이) 9. «Because of You» (너로 인해) 10. «Oasis» (오아시스) 11. «Rage» (울컥)                                                                                        | 23             | - COR: 3 159 |
| ALi Immortal Songs           | - Lanzamiento:27 de enero de 2012 - Discográfica: Yedang Entertainment - Formato(s): CD, descarga digital Ver listaCanciones 1. «NaNaNa» (나나나) 2. «The Leopard of Kilimanjaro» (킬리만자로의 표범) 3. «I've Lived Without Knowing The World Out There» (세상 모르고 살았노라) 4. «Alley» (골목길) 5. «Hateful Person» (얄미운 사람) 6. «Early Morning Rain» (새벽비) 7. «Where the Wind Blows» (바람이 불어오는 곳) 8. «My Heart Have Nowhere To Go» (내 마음 갈 곳을 잃어) 9. «Too Far To Be Close» (가까이 하기엔 너무 먼 당신) 10. «Goodbye» (안녕) | 20             | - COR: 1 720 |

### EP
| Título                  | Detalles del álbum | Mejor posición | Ventas       |
| Título                  | Detalles del álbum | COR            | Ventas       |
| ----------------------- | --- | -------------- | ------------ |
| After The Love Has Gone | - Lanzamiento: 8 de octubre de 2009 - Discográfica: Trophy Entertainment - Formato(s): CD, descarga digital Ver listaCanciones 1. «365 Days» (365일) 2. «Crazy Night» 3. «Vampire» (뱀파이어) 4. «Rage» (울컥) 5. «The First Greeting» (첫인사) 6. «365 Days» (Inst.) 7. «Crazy Night» (Inst.) 8. «Vampire» (Inst.) | —              | —            |
| Eraser                  | - Lanzamiento: 30 de enero de 2013 - Discográfica: Yedang Entertainment - Formato(s): CD, descarga digital Ver listaCanciones 1. «Eraser» (지우개) 2. «The Tears Gone» (눈물이 흘러 버렸어)(con Kang Jun de C-Clown) 3. «Don't Say Another Word» (말 돌리지 마) 4. «Selfish» (이기적이야) 5. «Eraser» (Inst.) 6. «The Tears Gone» (Inst.)                                                                                            | 20             | - COR: 812   |
| Turning Point           | - Lanzamiento: 12 de noviembre de 2014 - Discográfica: Juice Entertainment - Formato(s): CD, descarga digital Ver listaCanciones 1. «Pung Pung» (펑펑) 2. «Song Can't Lie» (노래는 거짓말을 못해요) 3. «Missing You» 4. «Drunken Phone Call» (취중전화) 5. «I'm With Geudaeyeo» (그대여 함께해요) 6. «Pung Pung» (펑펑) (Inst.) 7. «Song Can't Lie» (Inst.) 8. «Missing You» (Inst.) [Bonus Track] 9. «What Is LUV» [Bonus Track]    | 14             | - COR: 1 192 |
| White Hole              | - Lanzamiento: 15 de octubre de 2015 - Discográfica: Sony Music - Formato(s): CD, descarga digital Ver listaCanciones 1. «Different Love, Forgotten Love» (사랑이 다른 사랑으로 잊혀지네) 2. «I, Me» (내가, 나에게) 3. «Shining Is Blue» (with Yoo Jun-sang) 4. «Feel Good» 5. «To Ma Dear» 6. «I, Me (내가, 나에게)» (Inst.) 7. «To Ma Dear» (Inst.)                                                                                | 23             | - COR: 733   |
| Expand                  | - Lanzamiento: 16 de noviembre de 2017 - Discográfica: Juice Entertainment - Formato(s): CD, descarga digital Ver listaCanciones 1. «102» (102가지) 2. «No Way» (말이 되니) 3. «Island» (섬) 4. «Black and White» 5. «No Way» (말이 되니) (Inst.) 6. «Black and White» (Inst.) 7. «For Less Than a Month» (한 달을 못 가서) (solo CD) 8. «You Are Not Here» (너만 없다) (solo CD)                                                    | 72             | —            |
| O Esca Viatorum         | - Lanzamiento: 22 de julio de 2020 - Discográfica: Soul Sting - Formato(s): CD, descarga digital Ver listaCanciones 1. «I Will Worship You» (예배합니다) 2. «O Esca Viatorum» (나그네의 양식) 3. «An Alabaster Vial of Perfume» (내게 있는 향유 옥합) 4. «I'd Rather Have Jesus Than Silver and Gold» (주 예수 보다 더 귀한 것은 없네) 5. «I Must Tell Jesus All of My Trials» (내 모든 시험 무거운 짐을) 6. «On My Way Back» (회로) | —              | —            |

## Filmografía

### Shows de TV
| Año  | Título                    | Canal | Notas                                                                 |
| ---- | ------------------------- | ----- | --------------------------------------------------------------------- |
| 2011 | Immortal Songs 2          | KBS2  | Concursante                                                           |
| 2012 | Immortal Songs 2          | KBS2  | Concursante                                                           |
| 2012 | Hello Counselor           | KBS2  | Invitada - Ep 64                                                      |
| 2013 | Immortal Songs 2          | KBS2  | Concursante                                                           |
| 2013 | Yoo Hee Yeol's Sketchbook | KBS2  | Invitada - Ep 176                                                     |
| 2013 | Hello Counselor           | KBS2  | Invitada - Ep 153                                                     |
| 2014 | Immortal Songs 2          | KBS2  | Concursante                                                           |
| 2014 | Mnet '100 Second War'     | Mnet  | Concursante                                                           |
| 2015 | Yu Huiyeol's Sketchbook   | KBS2  | Invitada - Ep 253                                                     |
| 2015 | Immortal Songs 2          | KBS2  | Concursante                                                           |
| 2016 | King of Mask Singer       | MBC   | Concursó como "Ready to Order, Popcorn Girl", (ep. 79-80, 82, 84, 86) |

## Premios y nominaciones
| Año  | Premio                       | Categoría          | Trabajo nominado | Resultado | Ref.   |
| ---- | ---------------------------- | ------------------ | ---------------- | --------- | ------ |
| 2009 | Cyworld Digital Music Awards | Best Female Rookie | «365 Days»       | Ganadora  | [ 16 ] |